# كريستيان ماكبرايد
كريستيان ماكبرايد (بالإنجليزية: Christian McBride)‏ هو عازف جاز أمريكي، ولد في 31 مايو 1972 في فيلادلفيا في الولايات المتحدة.

## وصلات خارجية
- الموقع الرسمي
- كريستيان ماكبرايد على موقع IMDb (الإنجليزية)
- كريستيان ماكبرايد على موقع ميوزك برينز (الإنجليزية)
- كريستيان ماكبرايد على موقع أول ميوزيك (الإنجليزية)
- كريستيان ماكبرايد على موقع ديسكوغز (الإنجليزية)